# Sceliphron argentifrons
Sceliphron argentifrons är en biart som först beskrevs av Cresson 1865.  Sceliphron argentifrons ingår i släktet Sceliphron och familjen grävsteklar. Inga underarter finns listade i Catalogue of Life.